# Andy Leggett
Andy Leggett (* 31. März 1942 in Much Wenlock, Shropshire) ist ein britischer Jazzmusiker (Klarinette, Saxophone, auch Gesang, Gitarre), Songwriter und Arrangeur, der in der englischen Oldtime-Jazz-Szene aktiv ist.
Leggett erwarb 1964 den Bachelor in französischer Sprache in Hull und spielte seit den 1960er Jahren in Bands traditioneller Jazzmusik wie den Alligator Jug Thumpers (1968), dem Pigsy Hill Light Orchestra (gleichnamiges Album 1970) und 1973 mit Duo mit Peter Finch. 1975 gründete er die Formation Sweet Substitute, für die er in den folgenden Jahren auch als musikalischer Leiter, Komponist/Songwriter und Arrangeur tätig war. Außerdem tourte er mit dem Midnite Follies Orchestra, dem Pasadena Roof Orchestra, Syd Lawrence, Bob Kerrs Whoopee Hot Five und den Temperance Seven; ab 1996 spielte er bei Rod Masons Hot Five/Hot Seven. Leggett schrieb auch Songs für das Theaterstück The Godmother von Mel Smith, ferner Filmmusiken. In Deutschland spielte er u. a. mit Lutzemann’s Jatzkapelle von Lutz Eikelmann. Leggett war im Bereich des Jazz von 1974 bis 2006 an 18 Aufnahmesessions beteiligt. Stilistisch orientiert sich sein Klarinetten- und Sopransaxophonspiel an Sidney Bechet.